# Hassan Yebda
Hassan Yebda, né le 14 mai 1984 à Saint-Maurice dans le Val-de-Marne, est un footballeur international algérien, évoluant au poste de milieu de terrain.
Il remporte la Coupe du monde des moins de 17 ans avec l'équipe de France en 2001, mais choisit d'opter pour son pays d'origine, l'Algérie en 2009.

## Biographie

### Carrière en club
Né de parents algériens originaires de Mekla en Kabylie, il grandit aux Alouettes, quartier populaire d'Alfortville, avant d'être recruté par le centre de formation de l'AJ Auxerre à l'âge de 14 ans et demi. À 17 ans, il intègre l'équipe réserve évoluant en CFA, mais peine à gagner sa place en équipe première. En janvier 2006, il est prêté pour six mois au Stade lavallois en Ligue 2, où il s'impose comme titulaire. À son retour, son statut à Auxerre n'a pas changé. Le 28 janvier 2007, le président d'Auxerre Jean-Claude Hamel annonce que Yebda ne fait plus partie de l'effectif bourguignon. D'un commun accord, les deux parties rompent le contrat.
Il signe alors un contrat d'un an et demi avec Le Mans, dans le but de retrouver le haut niveau. Éloigné pendant quelque temps des terrains, il doit réapprendre la discipline technique et physique du sport collectif. Son niveau n'est cependant pas suffisant pour disputer des matchs pro. Il intègre les CFA de Yves Bertucci, qui le fait travailler dur tout au long de la saison 2006-2007. Il n'est cependant pas prêt pour la saison 2007-2008 et n'est pas intégré au groupe pro en début de saison. Il intègre finalement l'équipe première à la mi-saison et dispute un quart de finale de coupe de la Ligue face à Lyon. Il est alors titulaire quasiment toute la fin de la saison à l'instar de Mathieu Coutadeur. En fin de saison, le président Legarda a bon espoir de conserver le joueur à qui il a fait confiance et à qui il a redonné les moyens de jouer professionnellement au football.
Mais en mai 2008, libre de tout contrat, il quitte la Sarthe et rejoint le Benfica Lisbonne où il signe un contrat de quatre ans, ce qui déplait au président du MUC 72 et provoque une vive réaction de sa part devant la presse pour dénoncer l'attitude « égoïste » du joueur.
Yebda fait un bon début de saison, ayant la confiance de son entraîneur, et découvre la C3. Auteur d'une première saison aux performances déclinantes, il demande à changer d'air et se trouve à s'entraîner à l'écart du groupe à la reprise. Il est alors prêté à Portsmouth, en Angleterre, où il est d'abord titulaire. Le club anglais, criblé de dettes, réalise cependant une saison catastrophique, et Yebda perd progressivement sa place. Il est de nouveau prêté la saison suivante, cette fois en Italie, au SSC Napoli, avec une option d'achat estimée à trois millions d'euros. À Naples, Yebda arrive à se trouver une place petit à petit au sein de l'effectif et dans les vestiaires mais malheureusement pour lui le club napolitain ne le garde pas à la fin de la saison.
En août 2011, il s'engage avec le club de Grenade CF jusqu'en 2014.
Le 9 juillet 2013, Yebda est de retour à l'entrainement avec Grenade CF.

### Carrière en sélection

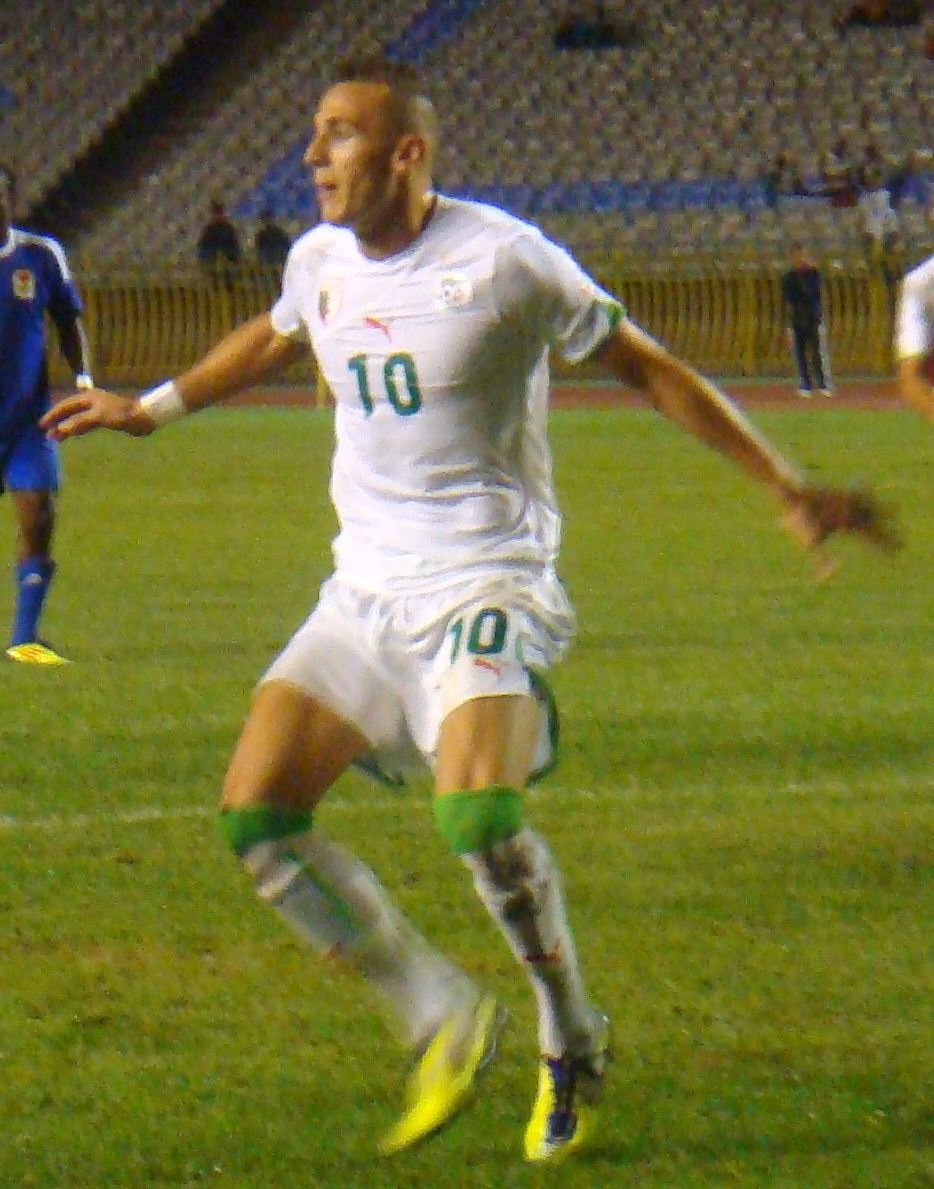
Yebda sous le maillot de l'Algérie en 2011.

De 2000 à 2004, Yebda est régulièrement sélectionné dans les équipes de France de sa classe d'âge, et remporte la Coupe du monde des moins de 17 ans avec l'équipe de France en 2001.
À la suite de ses bonnes performances à Benfica, Rabah Saadane, le sélectionneur de l'Algérie, lui propose d'intégrer la sélection algérienne après la mise en vigueur de la nouvelle loi FIFA permettant aux joueurs binationaux ayant joué pour une sélection avant l'âge de 21 ans de pouvoir changer de sélection.
Le 11 octobre 2009, il rejoint donc l'Algérie pour son premier match avec la sélection algérienne face au Rwanda, comptant pour les qualifications jumelées (Coupe d'Afrique des Nations 2010 / Coupe du monde FIFA 2010), en même temps que son compatriote Djamel Abdoun et quelques semaines après Mourad Meghni. Il devient alors titulaire en équipe d'Algérie et participe à la Coupe d'Afrique des nations 2010 puis à la Coupe du monde. Le 27 mars 2011, lors de sa seizième sélection, il participe au derby contre le Maroc dans le cadre des qualifications pour la Coupe d'Afrique des nations 2012 (que l'Algérie ne disputera pas) : dans un stade du 19-mai-1956 plein à craquer et dans une ambiance de folie, les Algériens font une très grosse entame de match. À la 4e minute, une faute de Mehdi Benatia sur Khaled Lemmouchia à l'entrée de la surface de réparation provoque un coup franc des 25 mètres que Nadir Lamyaghri détourne en corner d'une claquette. Ryad Boudebouz, qui avait tiré le coup franc à la 5e minute, se charge également du corner. Le ballon est touché de la main par Adil Hermach au premier poteau, et l'arbitre Rajindraparsad Seechurn (dont la prestation fera l'objet de vives critiques de la part des joueurs et du public marocain) siffle un penalty en faveur des Fennecs. Yebda le transforme à la 6e minute,. Unique buteur de la rencontre, il permet ainsi à l'Algérie de battre les Lions de l'Atlas dans le jeu pour la première fois depuis 1980. Il marque son deuxième but face à la Centrafrique sur un corner de Foued Kadir.

## Statistiques

### En club
| Saison                | Club                   | Championnat           | Championnat | Championnat | Coupe(s) nationale(s) | Coupe(s) nationale(s) | Compétition(s) continentale(s) | Compétition(s) continentale(s) | Compétition(s) continentale(s) | Total | Total |
| Saison                | Club                   | Division              | M.          | B.          | M.                    | B.                    | Comp.                          | M.                             | B.                             | M.    | B.    |
| 2001-2002             | AJ Auxerre B           | 4                     | 5           | 0           | -                     | -                     | -                              | -                              | -                              | 5     | 0     |
| 2002-2003             | AJ Auxerre B           | 4                     | 14          | 2           | -                     | -                     | -                              | -                              | -                              | 14    | 2     |
| 2002-2003             | AJ Auxerre             | 1                     | 0           | 0           | 1                     | 0                     | -                              | -                              | -                              | 1     | 0     |
| 2003-2004             | AJ Auxerre B           | 4                     | 19          | 2           | -                     | -                     | -                              | -                              | -                              | 19    | 2     |
| 2004-2005             | AJ Auxerre B           | 4                     | 20          | 2           | -                     | -                     | -                              | -                              | -                              | 20    | 2     |
| 2005-2006             | AJ Auxerre B           | 4                     | 11          | 1           | -                     | -                     | -                              | -                              | -                              | 11    | 1     |
| 2005-2006             | Stade lavallois (prêt) | 2                     | 14          | 1           | 0                     | 0                     | -                              | -                              | -                              | 14    | 1     |
| 2006-2007             | Le Mans UC 72 B        | 4                     | 7           | 5           | -                     | -                     | -                              | -                              | -                              | 7     | 5     |
| 2006-2007             | Le Mans UC 72          | 1                     | 1           | 0           | 0                     | 0                     | -                              | -                              | -                              | 1     | 0     |
| 2007-2008             | Le Mans UC 72          | 1                     | 23          | 3           | 5                     | 1                     | -                              | -                              | -                              | 28    | 4     |
| 2008-2009             | Benfica Lisbonne       | 1                     | 25          | 1           | 4                     | 1                     | C3                             | 5                              | 0                              | 34    | 2     |
| 2009-2010             | Portsmouth FC (prêt)   | 1                     | 18          | 2           | 5                     | 0                     | -                              | -                              | -                              | 23    | 2     |
| 2010-2011             | SSC Naples (prêt)      | 1                     | 29          | 0           | 2                     | 1                     | C3                             | 8                              | 0                              | 39    | 1     |
| 2011-2012             | Grenade CF             | 1                     | 14          | 0           | 0                     | 0                     | -                              | -                              | -                              | 14    | 0     |
| 2012-2013             | Grenade CF             | 1                     | 2           | 0           | 0                     | 0                     | -                              | -                              | -                              | 2     | 0     |
| 2013-2014             | Grenade CF             | 1                     | 10          | 1           | 2                     | 0                     | -                              | -                              | -                              | 12    | 1     |
| 2013-2014             | Udinese Calcio (prêt)  | 1                     | 10          | 0           | 1                     | 0                     | -                              | -                              | -                              | 11    | 0     |
| 2014-2015             | Fujaïrah SC            | 1                     | 13          | 1           | 1                     | 0                     | -                              | -                              | -                              | 14    | 1     |
| 2016-2017             | CF Belenenses          | 1                     | 18          | 0           | 3                     | 0                     | -                              | -                              | -                              | 21    | 0     |
| 2017-2018             | CF Belenenses          | 1                     | 25          | 3           | 3                     | 0                     | -                              | -                              | -                              | 28    | 3     |
| Total sur la carrière | Total sur la carrière  | Total sur la carrière | 279         | 24          | 27                    | 3                     | -                              | 13                             | 0                              | 319   | 27    |

## En sélection nationale
| Saison                | Sélection             | Phases finales               | Phases finales | Phases finales | Phases finales | Éliminatoires CDM | Éliminatoires CDM | Éliminatoires CDM | Éliminatoires CAN | Éliminatoires CAN | Éliminatoires CAN | Matchs amicaux | Matchs amicaux | Matchs amicaux | Total | Total | Total |
| Saison                | Sélection             | Compétition                  | M              | B              | Pd             | M                 | B                 | Pd                | M                 | B                 | Pd                | M              | B              | Pd             | M     | B     | Pd    |
| --------------------- | --------------------- | ---------------------------- | -------------- | -------------- | -------------- | ----------------- | ----------------- | ----------------- | ----------------- | ----------------- | ----------------- | -------------- | -------------- | -------------- | ----- | ----- | ----- |
| 2009-2010             | Algérie               | CAN 2010+Coupe du monde 2010 | 6+3            | 0+0            | 0+0            | 2                 | 0                 | 0                 | -                 | -                 | -                 | 1              | 0              | 0              | 12    | 0     | 0     |
| 2010-2011             | Algérie               | -                            | -              | -              | -              | -                 | -                 | -                 | 4                 | 1                 | 0                 | 1              | 0              | 0              | 5     | 1     | 0     |
| 2011-2012             | Algérie               | -                            | -              | -              | -              | -                 | -                 | -                 | 2                 | 1                 | 0                 | 1              | 0              | 0              | 3     | 1     | 0     |
| 2012-2013             | Algérie               | CAN 2013                     | -              | -              | -              | -                 | -                 | -                 | -                 | -                 | -                 | -              | -              | -              | 0     | 0     | 0     |
| 2013-2014             | Algérie               | Coupe du monde 2014          | 1              | 0              | 0              | 3                 | 0                 | 0                 | -                 | -                 | -                 | 2              | 0              | 0              | 6     | 0     | 0     |
| Total sur la carrière | Total sur la carrière | Total sur la carrière        | 10             | 0              | 0              | 5                 | 0                 | 0                 | 6                 | 2                 | 0                 | 5              | 0              | 0              | 26    | 2     | 0     |

### Matchs internationaux
Le tableau suivant liste les rencontres de l'équipe d'Algérie dans lesquelles Hassan Yebda a été sélectionné depuis le 11 octobre 2009 jusqu'au 26 juin 2014.

## Palmarès

### En club
| Benfica Lisbonne - Coupe de la Ligue portugaise - Vainqueur en 2009 |  | Portsmouth - FA Cup - Finaliste en 2010 |

### En sélection
| France 16 ans - Championnat d'Europe des moins de 16 ans - Finaliste en 2001 |  | France 17 ans - Coupe du monde des moins de 17 ans - Vainqueur en 2001 |  | Algérie - Coupe du monde - Huitième de finaliste en 2014 |